# موزه گوگنهایم بیلبائو
موزه گوگنهایم بیلبائو (به انگلیسی: Guggenheim Museum Bilbao) از معروف‌ترین موزه‌های هنری جهان و در اسپانیا می‌باشد. این بنا در شهر بیلبائو واقع است.
این موزه در ۱۹۹۷ تکمیل شد و معمار آن فرانک گهری بوده است. این موزه متعلق به بنیاد سلیمان ر. گوگنهایم است.
نمای این بنا از ورق‌های تیتانیوم ساخته شده و لایه زیرین آن از قیر الاستیک پوشیده شده تا ضد آب باشد.
نمای ساختمان این موزه در ترکیبی که با نور آفتاب و سایه روشن‌های آن پیدا می‌کند، گاهی موجدار و گاهی هم خالدار به نظر می‌رسد اما جالب‌ترین نکته درباره این موزه، طرح نمای آن است. اگرچه نمای بیرونی این موزه از فلز ساخته شده اما نگاه نزدیک تر به این نما نشان می‌دهد که این نما، طرح آجری دارد.
منحنی‌هایی که ظاهر ساختمان را از فرم سنتی به مدرن تبدیل کرده، یک ساختارشکنی زیبایی شناسانه را در معماری این بنا ایجاد کرده است.این بنا از زیر دریایی های روسی الهام گرفته است و اکسید تیتانیوم باعث رنگ خارق العاده آن است

## نگارخانه

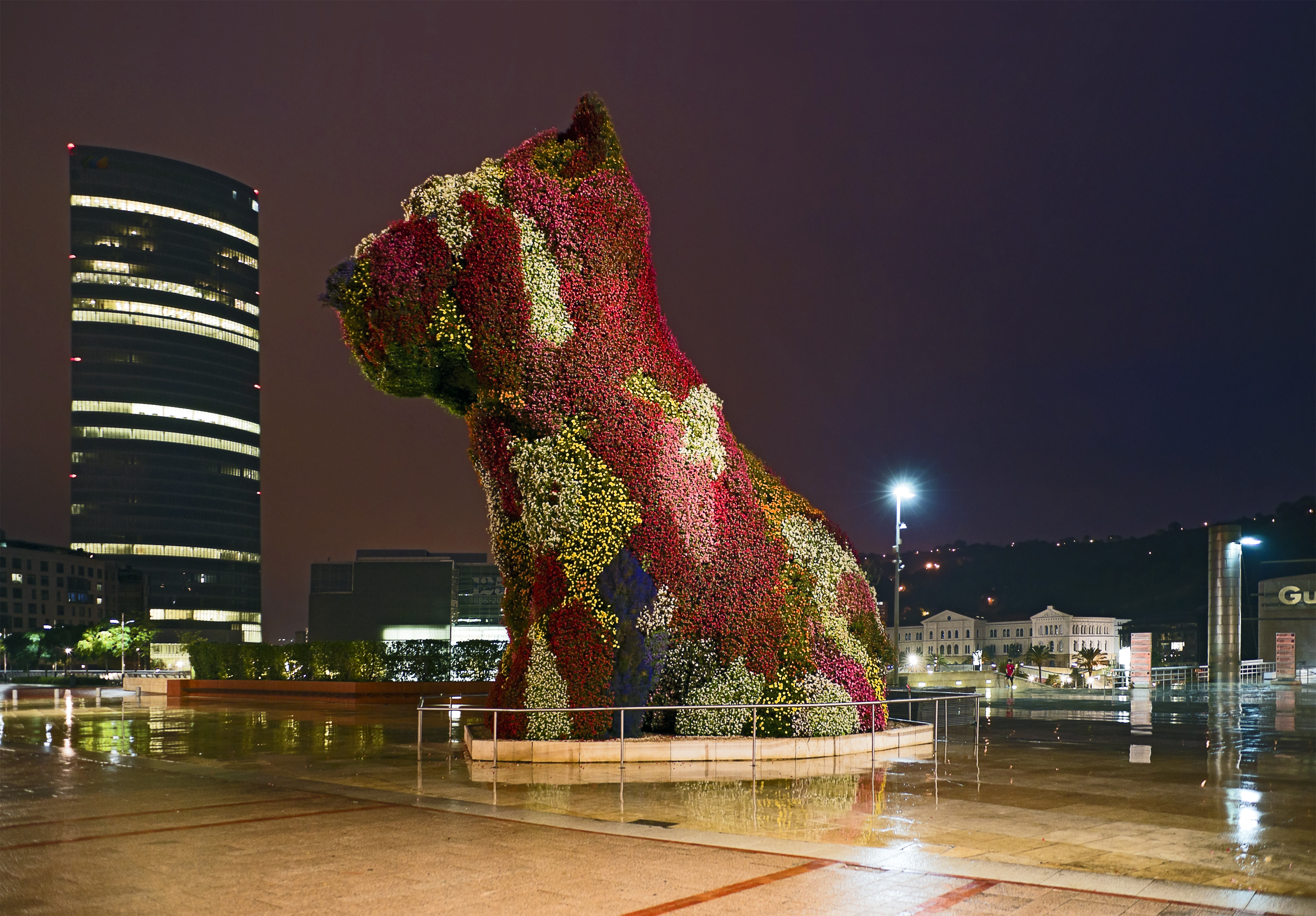